# Эрсеранж
Эрсера́нж (фр. Herserange) — коммуна во французском департаменте Мёрт и Мозель, региона Лотарингия. Центр одноимённого кантона.	

## География
Эрсеранж расположен в 55 км к северо-западу от Меца на границе с Люксембургом и Бельгией. Соседние коммуны: Мон-Сен-Мартен на севере, Лонглавиль и Сольн на северо-востоке, Ласаваж на востоке, Мекси на юге, Лонгви на западе.

## Металлургия

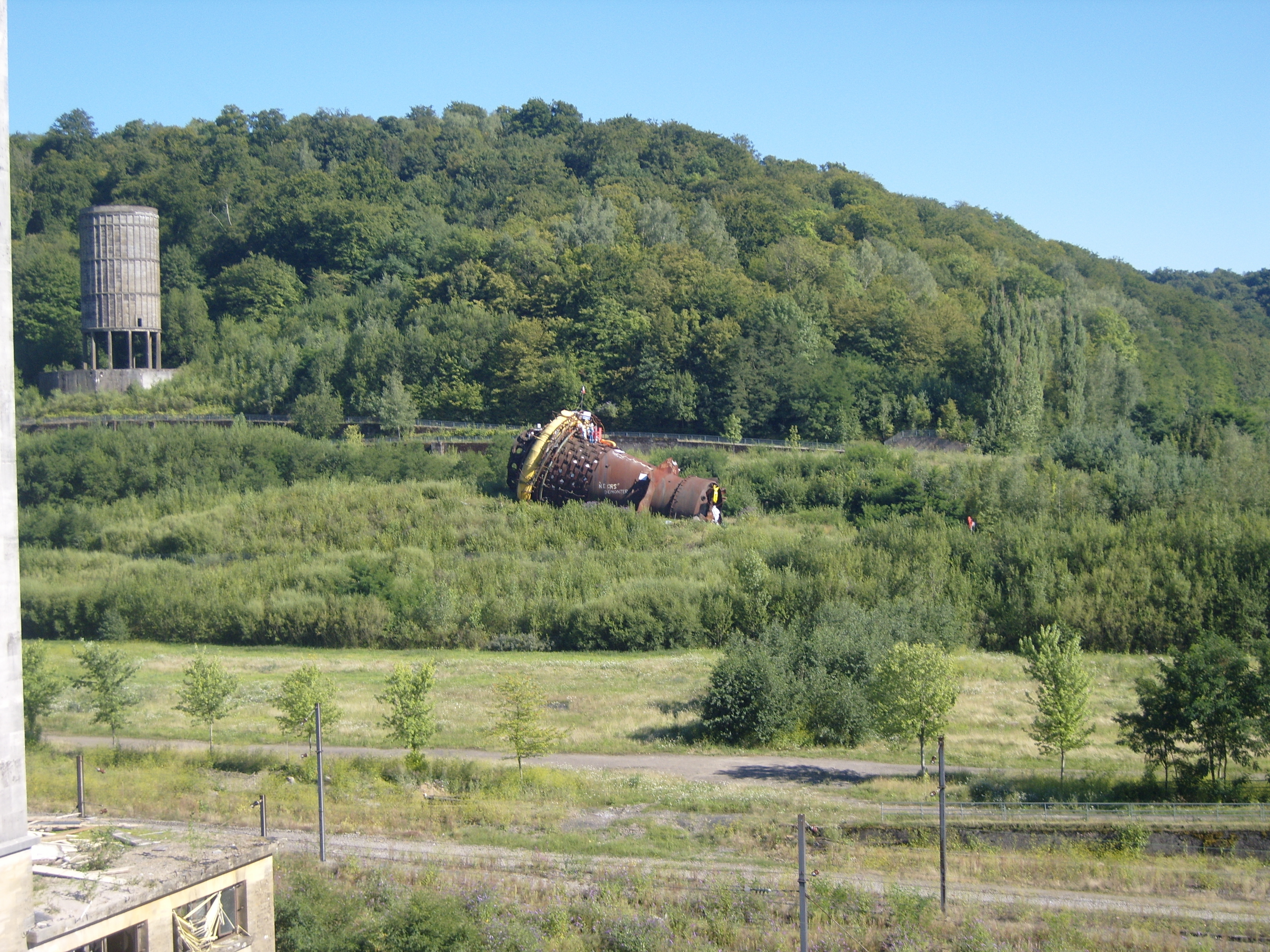
Бывшие доменные печи в окрестностях Эрсеранжа.

Эрсеранж был основал кузнецами в 1553 году как местечко под названием Брёй-де-Олнуа. Здесь была сооружена первая в Лотарингии доменная печь. Несколько раз она была заброшена, потом вновь восстанавливалась. В 1861 году она оказалась во владении барона Адельсварда и была уничтожена в 1866 году. В 1825—1881 годах здесь работал крупный металлургический завод, оперировавший в период своего рассвета в середине XIX века 3 доменными печами.	

## Демография
| Год  | Численность | Численность |
| ---- | ----------- | ----------- |
| 1968 | 7044        | [ 5 ]       |
| 1975 | 6626        | [ 5 ]       |
| 1982 | 4918        | [ 5 ]       |
| 1990 | 4240        | [ 5 ]       |
| 1999 | 4327        | [ 5 ]       |
| 2006 | 4347        | [ 5 ]       |
| 2011 | 4437        | [ 5 ]       |
| 2013 | 4361        |             |
| 2015 | 4361        | [ 6 ]       |
| 2016 | 4415        | [ 7 ]       |
| 2017 | 4390        | [ 8 ]       |
| 2018 | 4394        | [ 9 ]       |
| 2019 | 4409        | [ 10 ]      |
| 2020 | 4330        | [ 11 ]      |
| 2021 | 4253        | [ 12 ]      |
| 2022 | 4176        | [ 3 ]       |

## Галерея

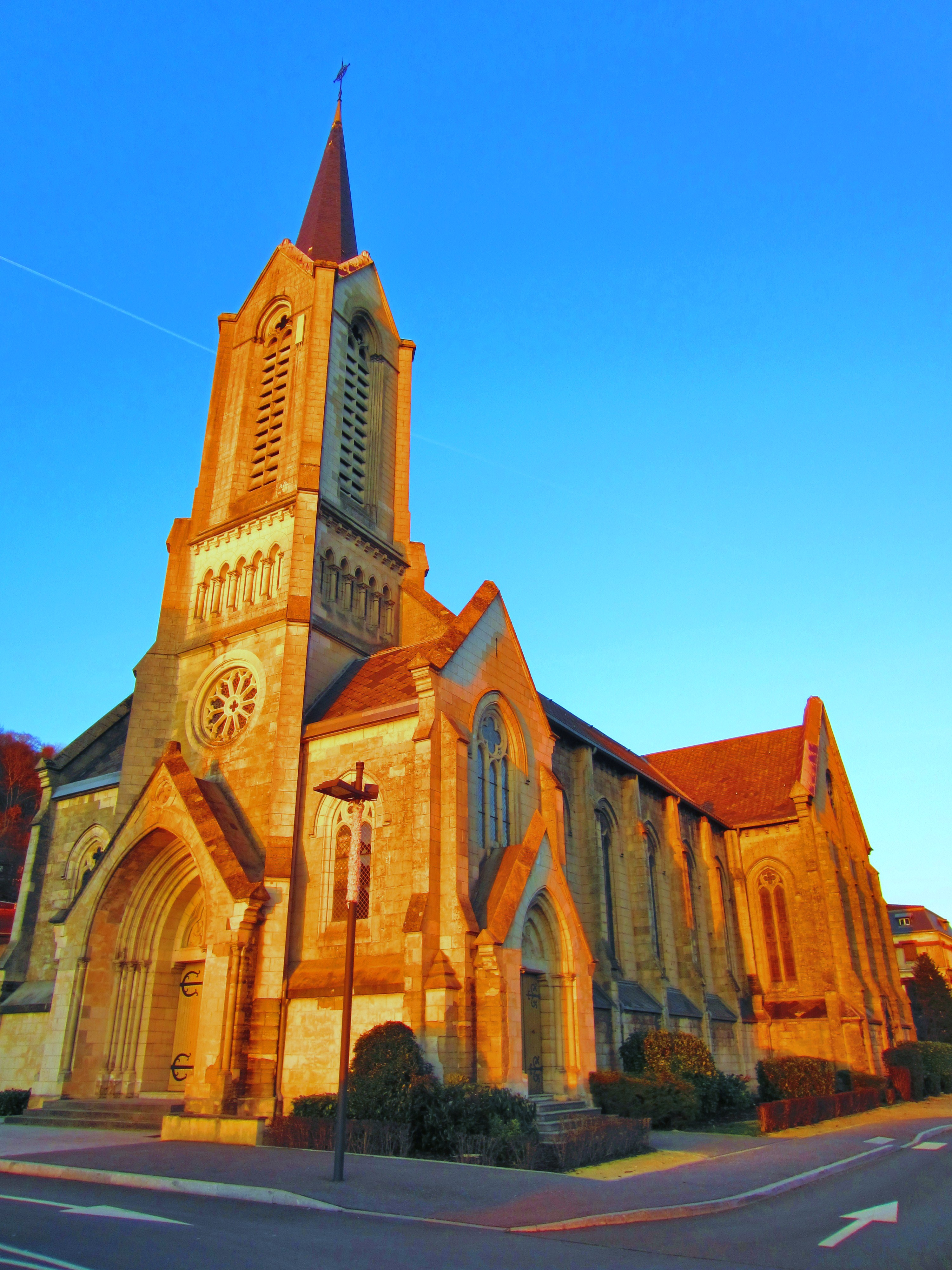
Церковь Нотр-Дам-де-Сенель.
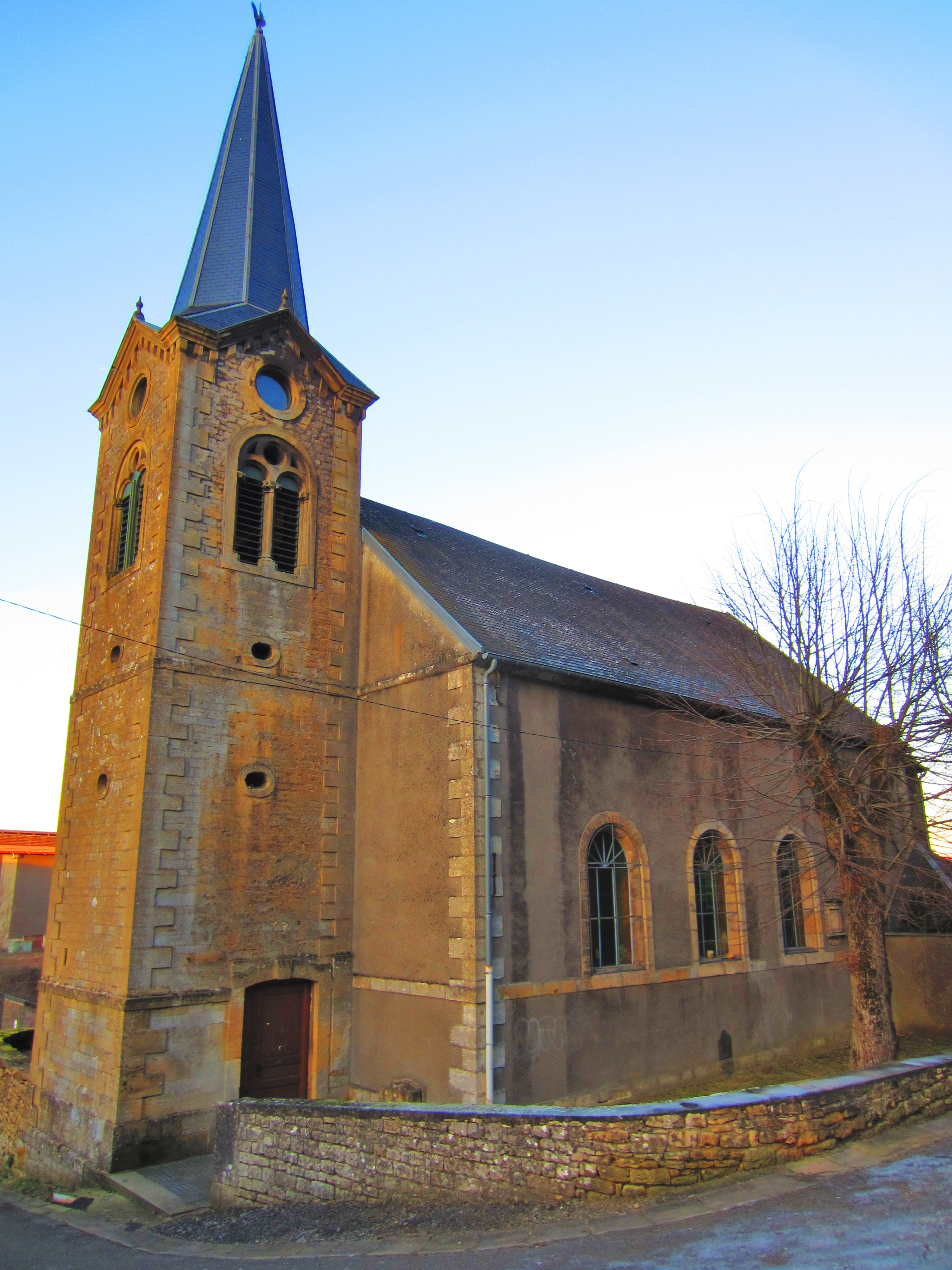
Церковь Сен-Пьер-э-Сен-Поль.
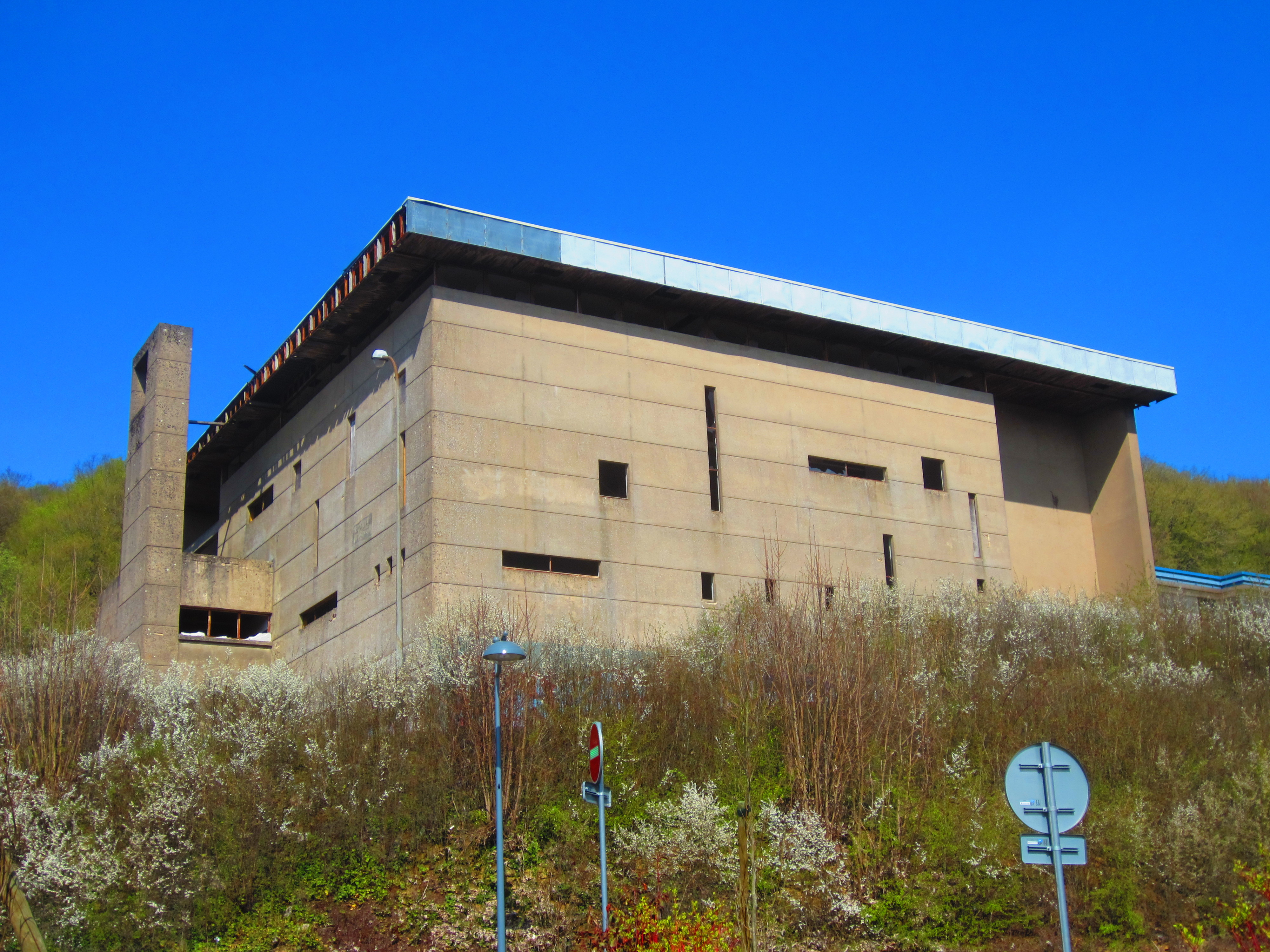
Церковь в Ландриво.